# Elecciones municipales de Santa Rosa (La Pampa) de 2011
Las elecciones generales de la Provincia de La Pampa se llevaron a cabo el día 23 de octubre de 2011. Se eligieró al Intendente, viceintendente y 30 concejales, además de Presidente, Vicepresidente, Gobernador, Vicegobernador y Diputados Provinciales. 
Luis Alberto Larrañaga, ocupó el cargo de Intendente a través del Partido Justicialista (PJ), asumiendo el 10 de diciembre en la Honorable Concejo Deliberante, en Santa Rosa, junto a su gabinete y los Concejales electos.

## Pre- candidatos
- Jorge Lezcano: Lezcano como precandidato a intendente, en el año 2008,  cayó derrotado en la interna que ganó Juan Carlos Tierno y en la que participó otra nómina, finalmente Lezcano salió tercero.[1] Luego de esas elecciones, vuelve a presentarse a las internas del Partido Justicialista, y nuevamente es derrotado, pero esta vez lo hace ante Luis Larrañaga por 156 votos.[2]

- Luis Larrañaga: lanzó el viernes su precandidatura dentro del PJ a intendente de Santa Rosa. El acto de lanzamiento fue en el salón del Sindicato de Camioneros bajo el lema "Con Luis Si" y con un discurso, donde resaltó frases como:

Esta noche no estamos solos y esto me hace muy feliz porque quiere decir que tenemos el mismo sueño, los mismos ideales, sentimientos y anhelos de una Santa Rosa grande.
Luis Larrañaga

- Fabián Bruna: el, en ese entonces, subsecretario de Industria, se movilizó para instalarse como un posible precandidato a intendente del Partido Justicialista.

Rubén Santillán, concejal en ese momento, sería parte de la fórmula, pero en el momento que se presentaron los precandidatos a las internas justicialistas, Bruna no apareció en las listas.

## Candidatos
- Luis Alberto Larrañaga:
- Francisco Javier Torroba:
- José Carlos Muñoz:
- Ricardo Salvador Marsico:
- José Antonio Vázquez: